# Klaus Werner (Kunsthistoriker)
Klaus Werner (* 22. September 1940 in Holzhau, Erzgebirge; † 8. Januar 2010 in Leipzig) war ein deutscher Kunsthistoriker, Galerist, Museumsgründer und Hochschulrektor.

## Leben

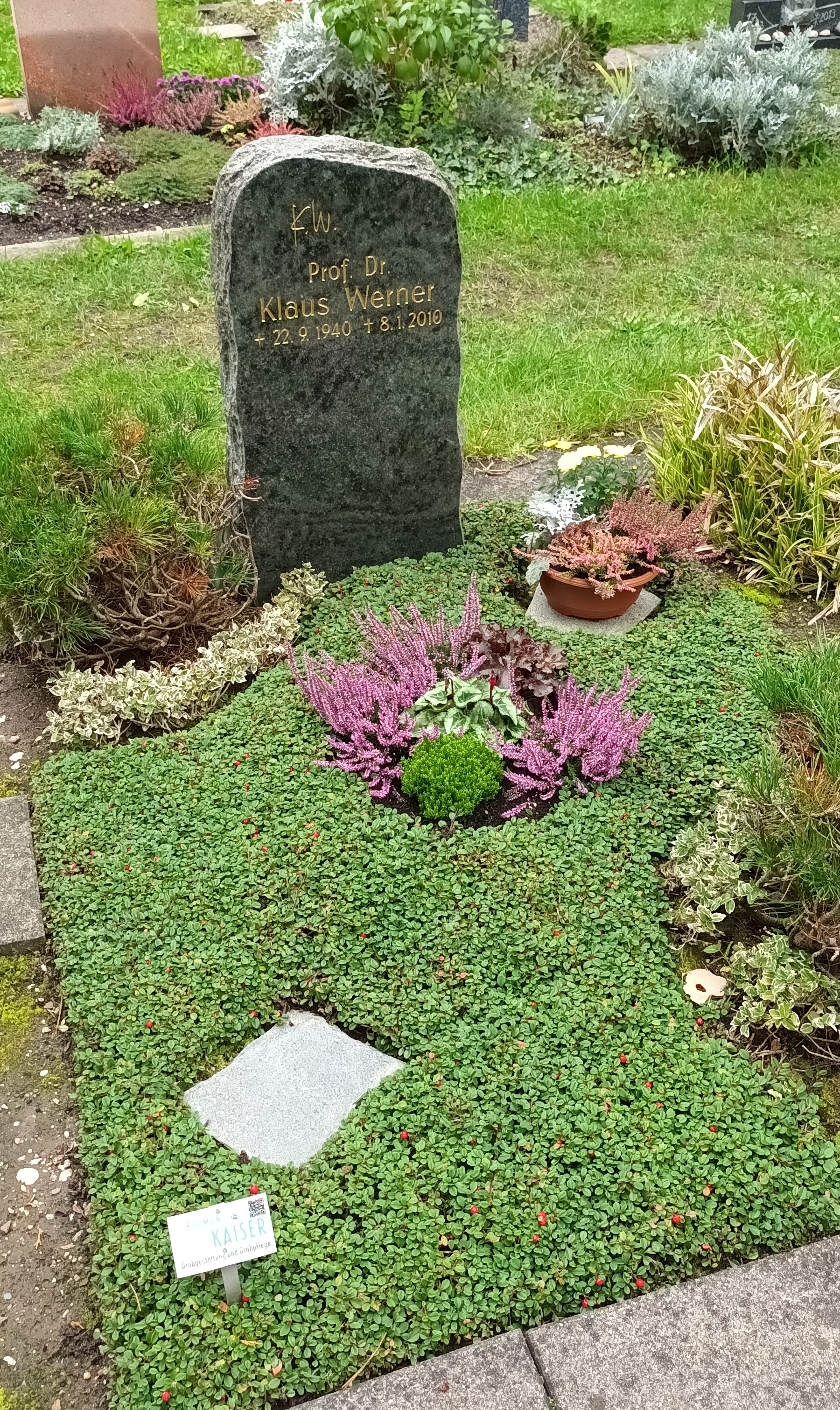
Grabstätte Klaus Werner

Von 1954 bis 1958 studierte Klaus Werner an der Humboldt-Universität in Berlin zunächst Pädagogik in den Fächern Germanistik und Geografie, wechselte dann zur Kunstgeschichte, die er mit Diplom abschloss. 1961 gründete er die Uni-Grafik, eine Verkaufsausstellung von Originalgrafiken im Foyer der Humboldt-Universität, die jährlich stattfand. Von 1963 bis 1964 war er Referent im Ministerium für Kultur der DDR, wurde jedoch wegen seines Einsatzes für nicht systemkonforme Künstler entlassen und flog auch aus der SED. Im Anschluss leistete er Wehrdienst bei der Nationalen Volksarmee. Zwischen 1965 und 1968 arbeitete er als freier Kunstwissenschaftler. Das Ministerium für Kultur der DDR schickte ihn zum „Bewährungsaufenthalt“ nach Neubrandenburg, wo Werner beim Rat des Bezirks als Referent für Bildende Kunst arbeitete und dort in dieser Funktion 1969 das Zentrum Bildende Kunst Neubrandenburg gründete und leitete.
Ab 1970 promovierte Werner an der Humboldt-Universität über Probleme der Kunstpsychologie und die Persönlichkeit des Künstlers im bildnerischen Schaffen und erhielt 1973 die Leitung der Druckwerkstätten an der Hochschule für Bildende und Angewandte Kunst Berlin-Weißensee eine Anstellung, die er im selben Jahr wieder verlor aufgrund seiner Kritik am Staatsratserlass  zu Fragen der Kunst und Kultur. Ab 1974 leitete Werner am Strausberger Platz 3 in Ost-Berlin die Galerie Arkade des Staatlichen Kunsthandels, die sich zu einem der wichtigsten öffentlichen Orte für experimentelle Kunst entwickelte, was 1981 zur Kündigung des Leiters und Schließung der Galerie führt. Seit 1984 lebte er in Leipzig.
Bis zur Revolution 1989 arbeitete Werner freiberuflich mit Künstlern wie Carlfriedrich Claus, Michael Morgner und Horst Bartnig. Im selben Jahr lernte er Arend Oetker kennen, mit dem er am 10. November 1991 einen Förderkreis zur Errichtung einer Galerie für Zeitgenössischen Kunst gründete, die 1998 eröffnet wurde. Nach zwei Jahren als Leiter der Galerie für Zeitgenössische Kunst wurde Werner im Jahr 2000 überraschend Rektor der Hochschule für Grafik und Buchkunst. Ab 2003 erzwingt eine Demenzerkrankung seinen Rückzug aus der Öffentlichkeit.
Noch zu Lebzeiten widmete die Galerie für Zeitgenössische Kunst ihrem Gründer die Ausstellung KW – Hommage à Klaus Werner. Die Berliner Galerie Parterre zeigte ihm zu Ehren 2009 die Ausstellung Die grüne Tür.
Klaus Werner erkannte und förderte früh zahlreiche Künstler, zu deren bekanntesten der Maler Neo Rauch zählt. Auch der 2009 eingeführte Kuratorenstudiengang an der Hochschule für Grafik und Buchkunst geht auf eine Initiative Werners zurück.
Seine Grabstätte befindet sich auf dem Südfriedhof in Leipzig.